# فیرفیلد (کنتیکت)
فیرفیلد، (به انگلیسی: Fairfield) شهری واقع در شهرستان فیرفیلد ایالت کنتیکت مستقر در ایالات متحده آمریکا می‌باشد، که در سرشماری سال ۲۰۱۰ جمعیت آن، معادل ۵۹٫۴۰۴ نفر اعلام گردید.